# Îles Rimski-Korsakov
Pour les articles homonymes, voir Rimski-Korsakov (homonymie).
Les îles Rimski-Korsakov (en russe : Архипелаг Римского-Корсакова) sont un groupe de six petites îles et de quelques petits stacks, situé dans le golfe de Pierre-le-Grand, quelque 70 km au sud-ouest de Vladivostok en Russie.
L'archipel a été baptisé ainsi en hommage à l'explorateur russe Voïne Rimski-Korsakov (1822-1871).